# 利亚诺佐沃区
利亚诺佐沃区（俄語：район Лианозово）是莫斯科东北行政区的一区，面积5.79平方公里，人口84,105人。地铁的阿尔图菲耶沃站和利亚诺佐沃站及 МДЦ 的利亚诺佐沃站和马尔克站位于该区。